# Lékoumou
Lékoumou (pronúncia: Lecumu) é um dos 12 departamentos da República do Congo, localizado na parte sul do país. Faz divisa com os departamentos de Bouenza, Niari, Plateaux e Pool e com o Gabão. Sua capital é a cidade de Sibiti.

## Distritos
- Bambama
- Komono
- Mayéyé
- Sibiti
- Zanaga